# Carl Ludwig Emanuel von Dillen
Carl Ludwig Emanuel von Dillen (* 28. März 1777 in Stuttgart; † 1. Oktober 1841 in Dätzingen) war der Ahnherr der Familie von Dillen-Bülow-Putlitz.

## Leben
Carl Ludwig Emanuel Dillenius war ein Sohn des württembergischen Rentkammerrates und späteren kurpfälzischen Hofkammerrates und Salinendirektors David Imanuel Dillenius und dessen Ehefrau Regina Magdalena, geb. Märklin. Er wuchs in Mannheim auf, absolvierte möglicherweise eine verwaltungsjuristische Ausbildung und gehörte ab 1798 dem Personal des herzoglichen Marstalls in Ludwigsburg an. Friedrich von Württemberg machte ihn 1799 zum Seconde-Lieutenant des Württembergischen Leib-Jäger-Regiments zu Pferd. Zwei Jahre später wurde er vom Kaiser in Wien in den Reichsadelsstand erhoben und nannte sich nunmehr „von Dillen“; 1806 wurde er Freiherr, 1811 erhob ihn König Friedrich in den erblichen Grafenstand. Innerhalb eines Jahrzehnts stieg Dillenius bzw. von Dillen zum Generallieutenant und Kommandeur des Garde-Regiments zu Pferd auf. Als Günstling des Kurfürsten bzw., ab 1806, des Königs, gewann er großen Einfluss am Hof. 1807 wurde er Generaladjutant des Königs, 1809 wurde er General-Ober-Intendant der königlichen Schlösser und Vize-Oberstallmeister.

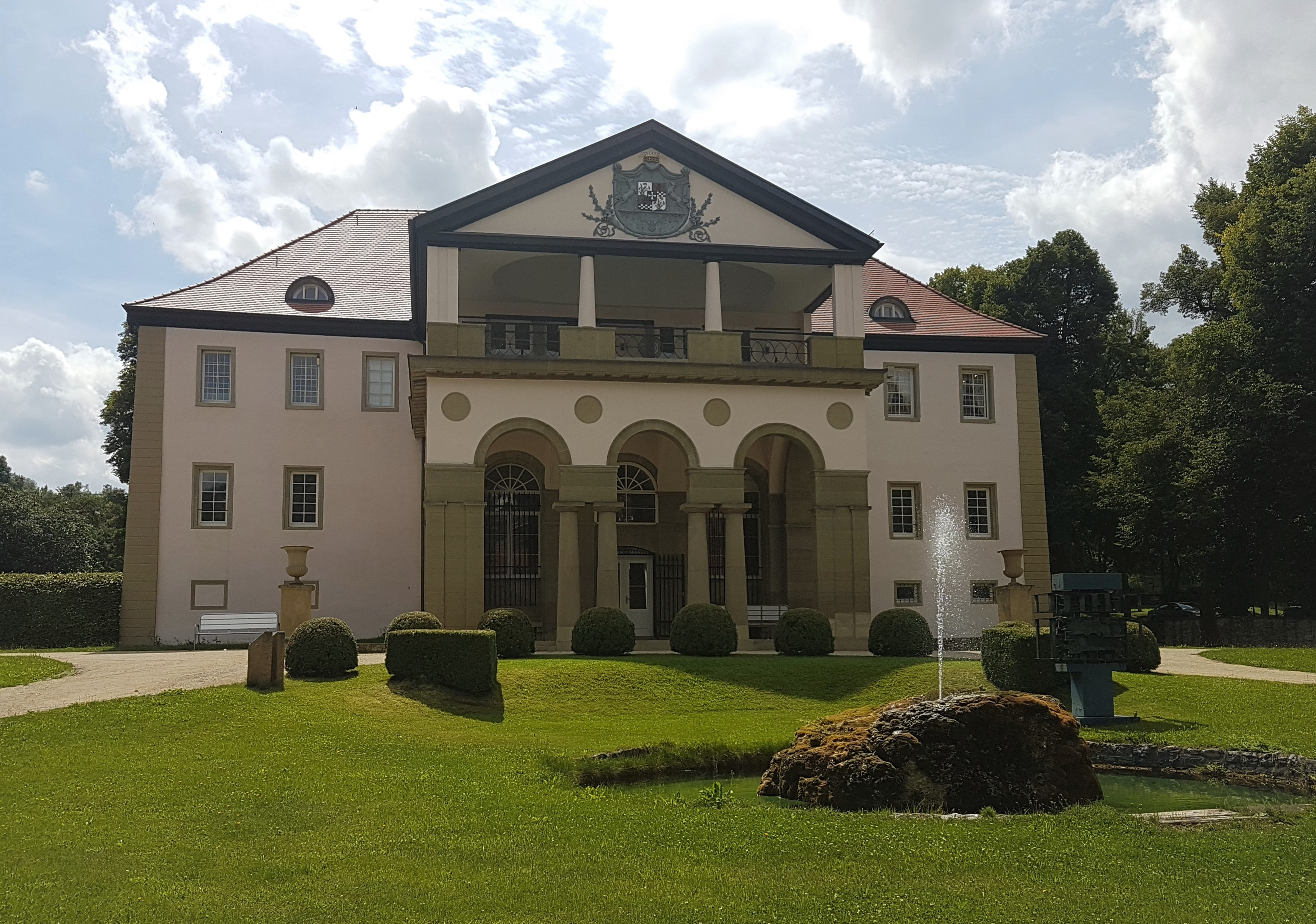
Schloss Dätzingen

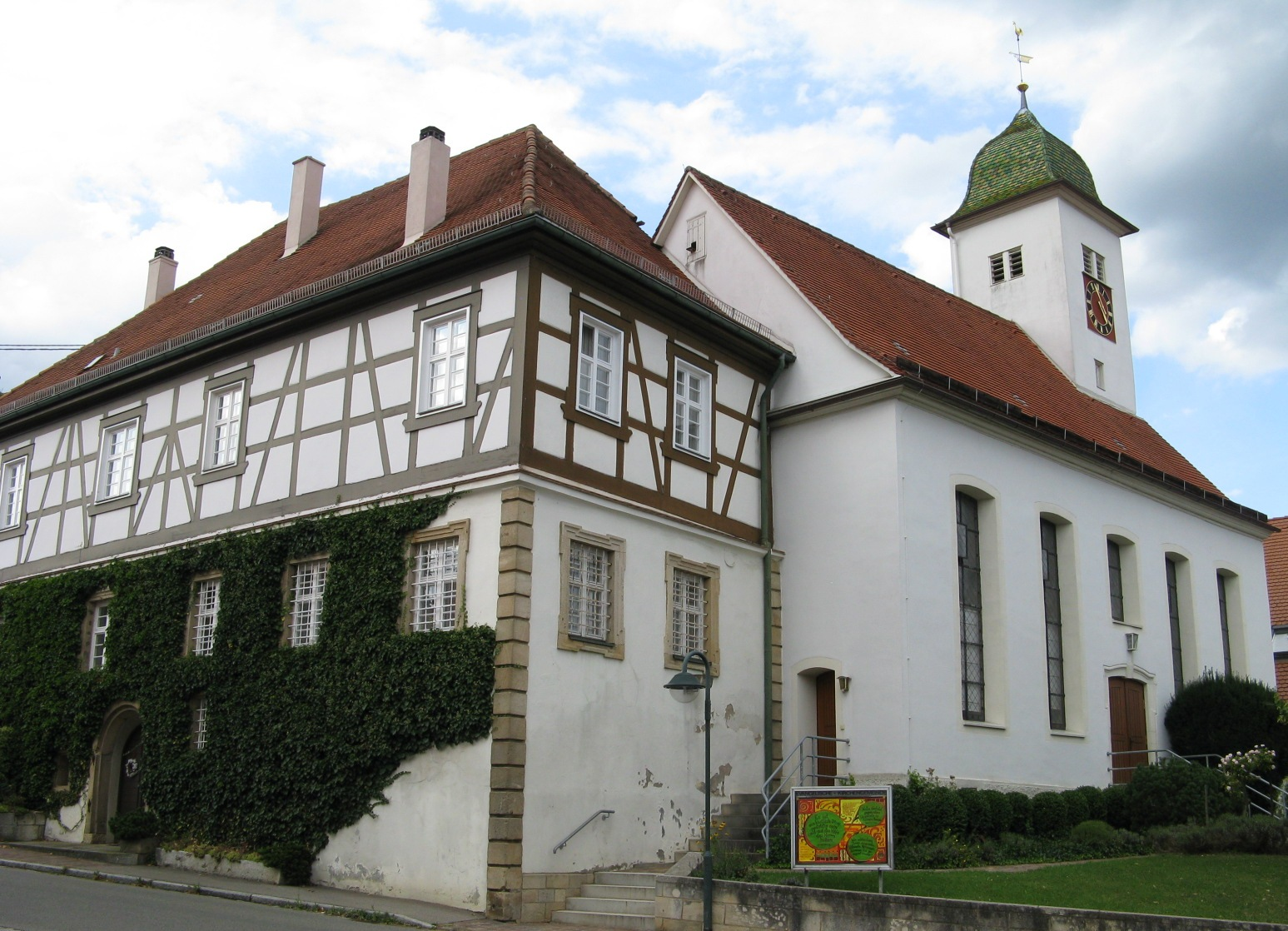
Schloss und Kirche in Rübgarten

1809/10 wurde er mit Schloss Dätzingen beschenkt, wozu auch Wirtschaftsgebäude und Gartenanlagen gehörten. Von Dillen ergänzte diesen Besitz durch Grundstückskäufe, so dass das Rittergut Dätzingen im Jahr 1864 etwa 187 Morgen groß war. 1815 erhielt er Schloss und Rittergut Rübgarten als Kronlehen. Wiederum ergänzte von Dillen diesen Besitz durch weitere Landkäufe. Von dem Besitz konnten die nächsten fünf Generationen der Familie leben. Den raschen Aufstieg und die reichen Geschenke, die von Dillen von seinem Landesherrn erhielt, führten manche Zeitgenossen und auch spätere Generationen auf eine Vorliebe Friedrichs I. für gutaussehende junge Männer zurück.
Max Maria von Weber äußerte sich in seiner Biographie Carl Maria von Webers über die Zustände am württembergischen Hof und insbesondere über den Grafen von Dillen mehr als ungnädig: „Der Hof in Stuttgart und Ludwigsburg war außerordentlich bunt, er wimmelte von Hofbeamten, Günstlingen, bevorzugten Sängerinnen, den prächtigen Uniformen [...] und bei den Abendzirkeln des Königs, wo bald Matthisson vorlas, bald musizirt wurde, bald aber auch eine Anzahl ungebildeter, aber schöner Jagdjunker und Pagen ihr pöbelhaftes Wesen trieb, das den König belustigte, herrschte ein mehr als laxer Ton. Der interessanteste aber auch niedrigste und verachtetste und gehaßteste Günstling des Königs war der General von Dillen [...] Dieser Graf Dillen beherrschte den König vollständig, bereicherte sich mit und ohne Wissen desselben auf alle mögliche Weise und cultivirte besonders den Handel mit Staatsbeamtenstellen in der schamlosesten Form. [...] Dillen war der böse Genius des Königs [...] Der König sprach viel und hastig, oft voll Geist, gefiel sich aber eben so häufig in plumpen Späßen und Zoten. Er konnte sehr anziehend sein, fiel aber zu häufig in leidenschaftliche Affectionen aller Art, als daß man seiner Geselligkeit hätte froh werden können.“
Ein ähnlich ungünstiges Bild des Grafen zeichnete die Allgemeine Encyklopädie der Wissenschaften und Künste: „Den entschiedensten und schädlichsten Einfluß auf Friedrich's schwankenden Charakter und besonders seine Leidenschaftlichkeit gewann ein gewisser Dillenius, oder der Graf von Dillen, wie er sich nach seiner Erhebung in den Adelstand nannte, der sich von einem Bereiterjungen zum Generallieutenant, Oberhofintendanten und zu andern wichtigen Posten emporschwang. Friedrich war so ganz der Sklave dieses Mannes geworden, daß er ihn wirklich fürchtete und gegen seinen Willen sich Nichts zu thun erlaubte. Selbst zum Verkehrtesten und Verderblichsten wußte der Graf Dillen den König zu verleiten, indem er alle Keime des Guten und Edeln in seinem Herzen zu ersticken suchte.“

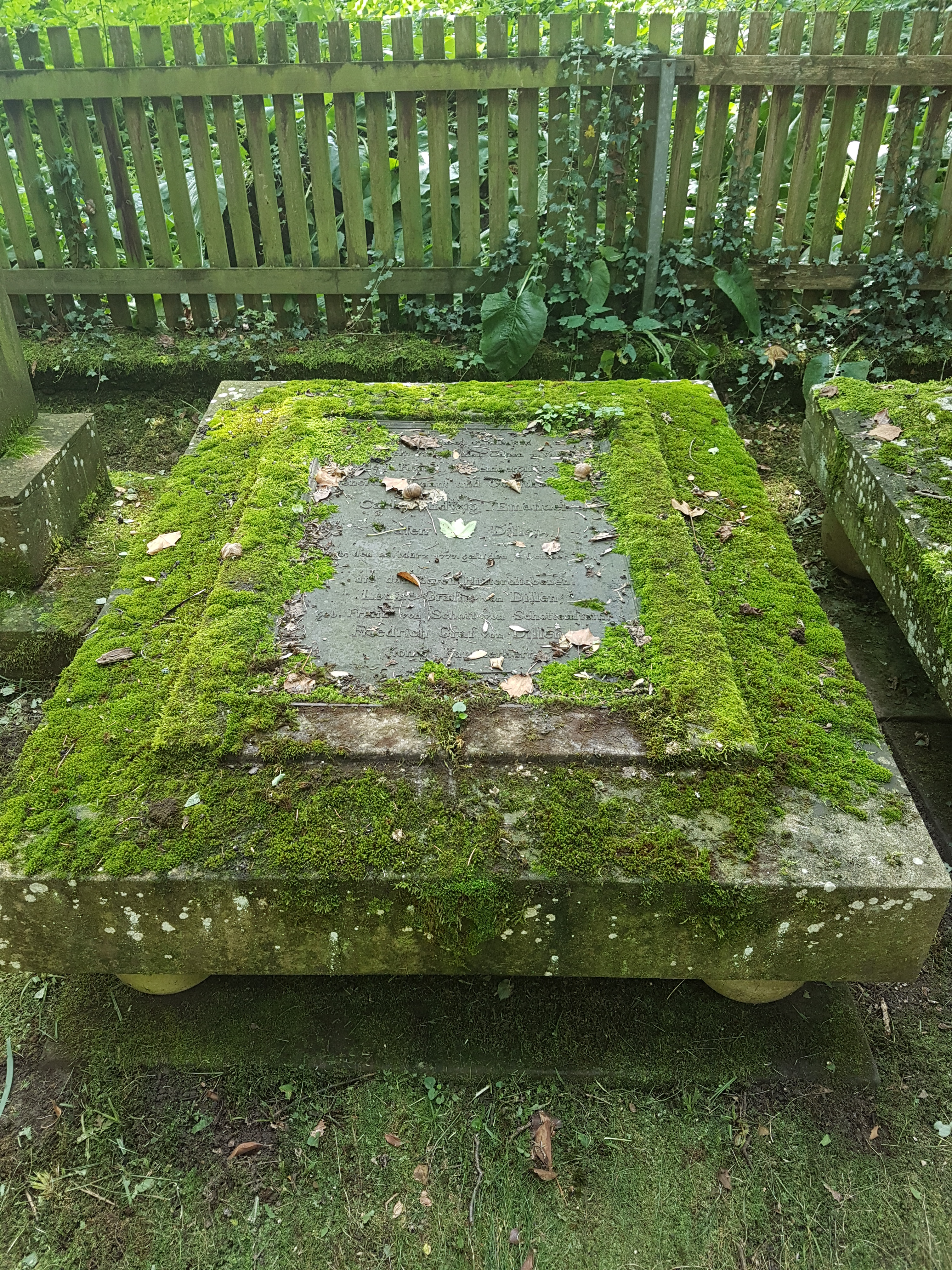
Grabmal auf dem Adelsfriedhof in Dätzingen

Noch deutlicher wurde Eduard Vehse in seiner Geschichte der deutschen Höfe seit der Reformation. Er beschrieb dort den Hass der Bevölkerung auf die „schönen jungen Leute, die der König um sich hielt“ und die dadurch Karriere machten, und erklärte Dillen zum wichtigsten Mitglied dieser „unsaubern Gesellschaft“. „Geschichten einzig in ihrer Art [...], wie Dillen den König bearbeitet hat, um ihn zu den eines Königs unwürdigsten Handlungen zu verleiten“, seien im Umlauf gewesen, und General von Wolzogen habe sich folgendermaßen geäußert: „Das Leben in Ludwigsburg [...] war fast noch widerwärtiger als das in Stuttgart, weil man [...] in seinem Umgange eigentlich lediglich auf die Günstlinge des Königs beschränkt war und diese ihre Rohheiten und Gemeinheiten offen zur Schau tragen durften, was namentlich von dem ganz ungebildeten ersten Mignon General von Dillen gilt. Unbegreiflich würde es sein, wie der unterrichtete, geistreiche König [...] an so abgeschmackten Späßen [...] Gefallen finden konnte, wenn nicht die ihm inne wohnende Neigung zu den Männern diesen Widerspruch erklärte.“
Nach dem Tod des Königs Friedrich wurde von Dillen vom württembergischen Hof verbannt, sämtlicher Hofämter enthoben und mit einem Verbot, Stuttgart zu betreten, belegt. Allerdings protegierte ihn die Witwe des verstorbenen Königs, Charlotte Mathilde, weiterhin und beschäftigte ihn als Oberhofmeister an ihrem Witwensitz in Ludwigsburg.
Carl Ludwig Emanuel von Dillen ist neben seiner Gemahlin auf dem Friedhof des Schlosses Dätzingen bestattet.

## Nachkommen und Verbleib des Besitzes

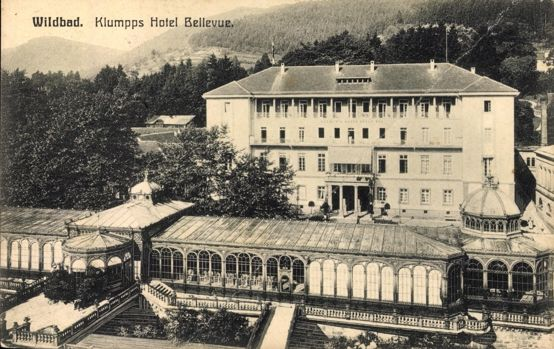
Das Hotel Bellevue 1911

Aus der 1806 geschlossenen Ehe Carl Ludwig Emanuel von Dillens mit Luise Henriette Schott von Schottenstein ging der am 15. Februar 1807 geborene Sohn Friedrich Wilhelm Carl von Dillen hervor, der vom Gutsbesitz lebte und württembergischer Kammerherr wurde. Er ließ 1841 das Hotel Bellevue in Bad Wildbad bauen. Das renommierte Haus blieb bis zum Anfang des 20. Jahrhunderts im Besitz der Familie und wurde dann an die Wildbader Gastronomenfamilie Klumpp verkauft. 
Friedrich Wilhelm Carl von Dillen heiratete Ida Freiin von Spiering. Die beiden Söhne, Friedrich Wilhelm Carl (1831–1904) und August Friedrich Karl Ludwig (1837–1907), fügten ihrem Namen 1869 den Nachnamen ihrer Mutter, die die Letzte ihres Geschlechtes war, hinzu. Sie absolvierten beide militärische Laufbahnen. Der ältere Sohn erbte nach dem Ableben Friedrich Wilhelm Carl von Dillens den größten Teil der Güter in Dätzingen und Rübgarten. Aus seiner Ehe mit Bertha Gräfin Reuttner von Weyl gingen der Sohn Friedrich Wilhelm Karl August Moritz Heinrich Max von Dillen-Spiering (1856–1894) und die Tochter Marie Julie Auguste hervor. Während der Sohn kinderlos starb, ehelichte Marie von Dillen-Spiering 1884 Alfred von Bülow, wodurch Schloss Dätzingen schließlich in den Besitz der Familie von Bülow kam. Das Ehepaar von Bülow bekam vier Kinder; Bernhard Friedrich, Bertha, Alice und Gabriele. Nachdem Alfred von Bülow 1916 gestorben war, erbte Bernhard Friedrich von Bülow den Besitz. Er  hatte zunächst die Militärlaufbahn eingeschlagen, betätigte sich dann aber als Gutsverwalter. Seit 1910 mit Adrienne Gans zu Putlitz, einer Tochter des Joachim Gans zu Putlitz, verehelicht, starb er 1937. Seine beiden Söhne fielen im Zweiten Weltkrieg, so dass nur Adrienne von Bülow und die Tochter Dorothee, die 1931 Carl Erdmann Graf von Pückler geheiratet hatte und 1941 Witwe wurde, als Erbinnen verblieben. Diese verkauften in den nachfolgenden Jahrzehnten den größten Teil des Besitzes wegen Steuer- und Erbschaftsproblemen. Adrienne von Bülow übereignete das Schloss Dätzingen schließlich 1961 der Gemeinde.

## Orden
- Orden des Goldenen Adlers
- Militärverdienstorden (Württemberg)
- Orden beider Sizilien
- Malteserorden